# Psara cynaralis
Psara cynaralis là một loài bướm đêm trong họ Crambidae.